# حکم بن ابی‌عاص
حَکَم بن ابی‌عاص بن امیه اموی قریشی (عربی: حَکَمَ بْنِ أَبِی الْعَاصِ بْنُ أُمَیَّة الْأُمَوِیُّ الْقُرَشِیُّ‎) پدر مروان یکم (حک. ۶۸۴–۶۸۵) بنیانگذار خط مروانیان از خلافت اموی و عموی خلیفه سوم راشدین عثمان بن عفان (حک. ۶۴۴–۶۵۶) بود. او به عنوان یکی از مخالفان سرسخت محمد پیامبر اسلام، شناخته می‌شد و در نتیجه هنگامی که مسلمانان در سال ۶۳۰ میلادی مکه را فتح کردند، تبعید شد و سپس در زمان خلافت عثمان توسط او بخشیده شد.

## خانواده
حکم بن ابی‌عاص بن امیه از قبیله بنی‌عبدشمس و رقیه بنت حارث از قبیله بنی‌مخزوم بود، هر دو از طوایف پدر و مادر متعلق به قبیله قریش مکه بودند. جد پدری او جد خاندان امیه بود.
حکم پس از طلاق آمنه بنت علقمه از برادرش، عفان بن ابی‌عاص، با آمنه بنت علقمه ازدواج کرد. آمنه مروان یکم پسر حکم، را به دنیا آورد که در سال‌های (حک. ۶۸۴–۶۸۵) خلیفه اموی و جد تمام خلفای بعدی اموی شد. حکم حداقل بیست فرزند، اما احتمالاً بیش از سی فرزند از چهار همسر مختلف و تعدادی کنیز داشت. علاوه بر مروان، آمنه بنت علقمه مادر پسر بزرگ حکم، عثمان اکبر، حارث، عبدالرحمن، صالح و دخترانی به نام‌های ام البنین و زینب بود. همسر دوم او، ملایکه بنت عوفه از قبیله بنی‌مره از قبیله غطافان، مادر پسرانش یحیی، آبان، عثمان اصغر، حبیب و عمرو و دختران ام یحیی، زینب، ام شیبه، ام عثمان و ام سلمه بود. همسر سوم او ام‌نعمان بنت حارث از قبیله بنی‌ثقیف، پسران وی نعمان، اوس، سهیل و عمرو و دختران او ام‌ابان، امامه، ام‌عمرو و ام‌حکم نام دارند. همسر قریشی او، بعثه بنت هاشم بن عتبة بن ربیعه از بنی عبدشمس، مادر پسرش یوسف بود.

## زندگی
معروف بود که حکم سرسختانه با محمد پیامبر اسلام، مخالفت می‌کرد و به همین دلیل توسط او از مکه به طائف شهر مجاور مکه، تبعید شد. طبق تاریخ طبری مورخ سده نهم، محمد بعداً حکم را بخشید و به او اجازه بازگشت به زادگاهش داده شد. با این حال، در تاریخ یعقوبی مورخ قرن نهم، حکم پس از رد درخواست‌هایش برای بازگشت توسط دو خلیفه پیشین، ابوبکر (حک. ۶۳۲–۶۳۴ میلادی) و عمر (حک. ۶۳۴–۶۴۴ میلادی)، در زمان خلافت برادرزاده‌اش عثمان (حک. ۶۴۴–۶۵۶ میلادی) اجازه یافت به مکه بازگردد. عثمان به خویشاوندان خود توجه ویژه‌ای نشان داد و به‌طور نمادین به حکم، به همراه بستگان اموی‌اش، ابوسفیان بن حرب و ولید بن عقبه و عباس بن عبدالمطلب از بنی‌هاشم، اجازه داد تا بر تخت خلافت او در مدینه بنشینند. حکم در سال (ح. ۶۵۵ – c. ۶۵۶ میلادی) درگذشت.